# Вестминстер

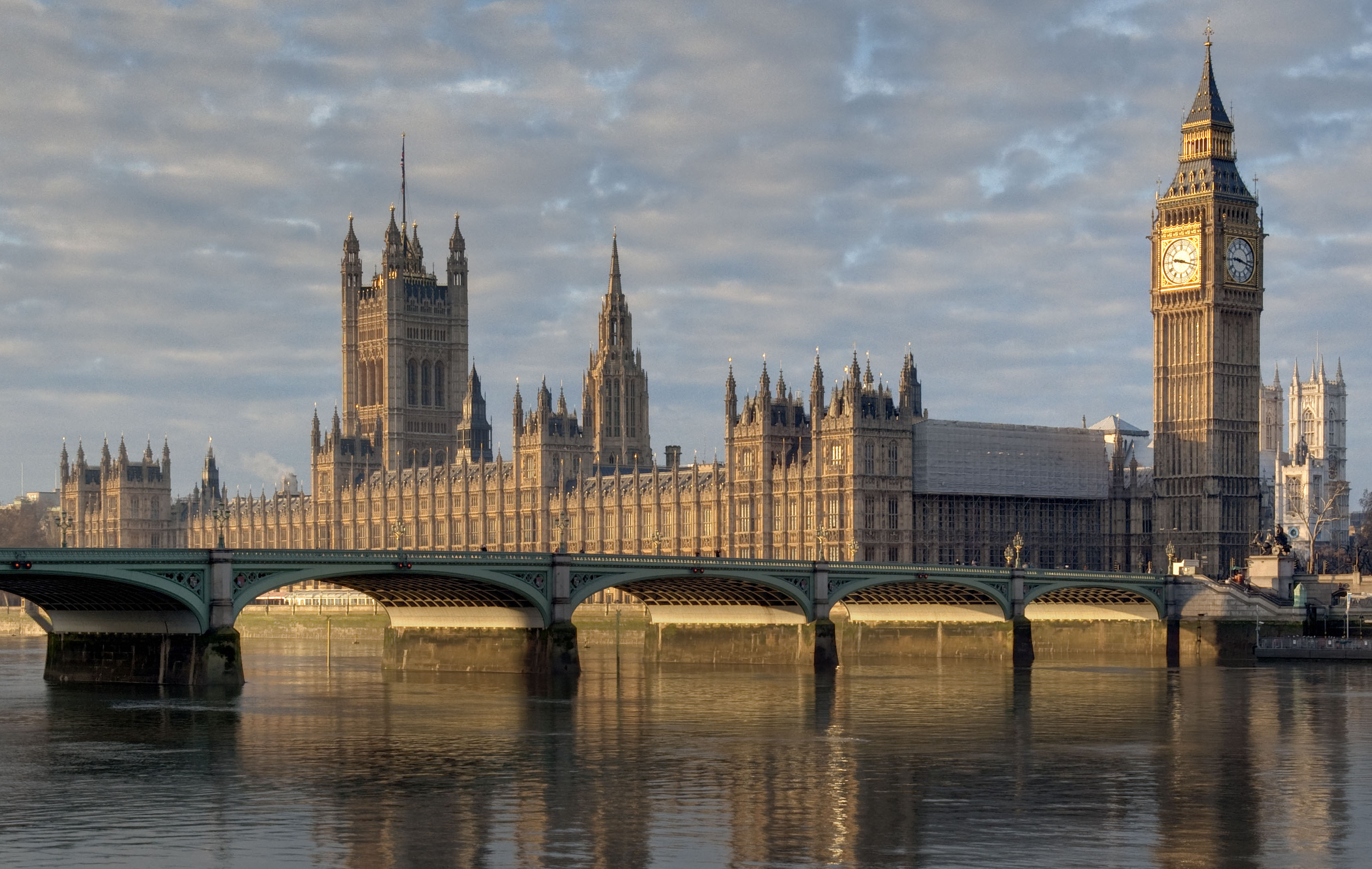
Вестминстерский дворец

Ве́стминстер, Уэ́стминстер, также Вестми́нстер (англ. Westminster) — исторический район Лондона, часть административного округа Вестминстер. Район Вестминстера расположен на левом берегу Темзы, к западу от лондонского Сити. На территории района находится множество достопримечательностей, включая Вестминстерский дворец, Букингемский дворец, Вестминстерское аббатство, Вестминстерский собор, Трафальгарскую площадь и большую часть культурного центра Вест-Энда.
Вестминстер часто используется как метоним для обозначения парламента Великобритании в Вестминстерском дворце. Нередко говорят и о Вестминстерской системе.

## История
Развитие района началось с основания Вестминстерского аббатства на месте, которое называлось островом Торни. Согласно легенде, в начале VII века местный рыбак по имени Эдрик (или Олдрич) переправил незнакомца в изодранной иностранной одежде через Темзу на остров Торни. Этот незнакомец в итоге оказался апостолом Петром, явившимся освятить недавно построенную церковь, которая впоследствии превратилась в Вестминстерское аббатство. Пётр вознаградил Эдрика обильным уловом, и поручил преподнести королю Саберту и лондонскому епископу Меллиту лосося в ознаменование того, что освящение церкви состоялось. Ежегодно 29 июня, в День Святого Петра, лондонская ливрейная Компания рыботорговцев дарит аббатству лосося в память об этом событии.

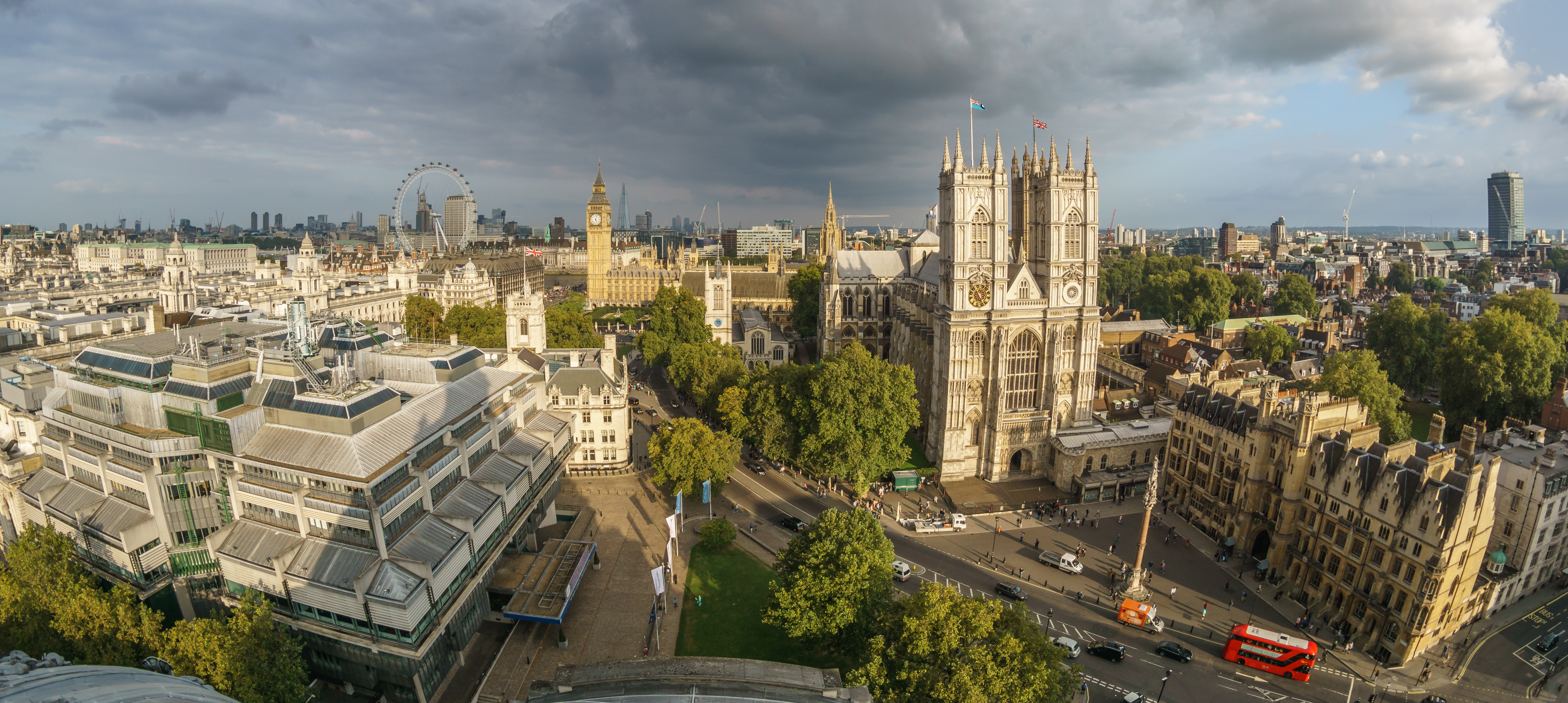
Панорама Вестминстера с крыши Центрального методистского зала

Первое документально подтвержденное упоминание о существовании аббатства относится к 960-м или началу 970-х годов, когда архиепископ Кентерберийский Дунстан и король Эдгар основали на этом месте общину монахов-бенедиктинцев. Само название «вестминстер» буквально переводится как «западная церковь монастыря». Первоначально название подразумевало собой исключительно территорию Вестминстерского аббатства, являющегося уже на протяжении почти тысячи лет резиденцией правительства Англии. В дальнейшем Вестминстером стали называть и постепенно разраставшийся район Вестминстера, к которому с 1965 года были присоединены предместья Сэнт-Мэрилибоун и Паддингтон.
Находящийся поблизости Вестминстерский дворец после завоевания Англии норманнами в 1066 году стал резиденцией английских королей, а позже местом заседания английского парламента и так называемых Вестминстерских судов. Со временем, возникли два центра: один — экономический, в Сити, а другой политический и культурный — в Вестминстере. Это разделение сохранилось до сих пор. Позднее британские монархи перенесли свою резиденцию в другие части города, но парламент до сих пор заседает в Вестминстерском дворце, а большинство министерств находятся в Уайтхолле.
Недалеко от Вестминстерского дворца и Вестминстерского аббатства находится Вестминстерская школа, одна из известнейших частных школ Англии. Три из четырёх корпусов Вестминстерского университета находятся в округе Вестминстера.